# Rocar Autodromo 812E

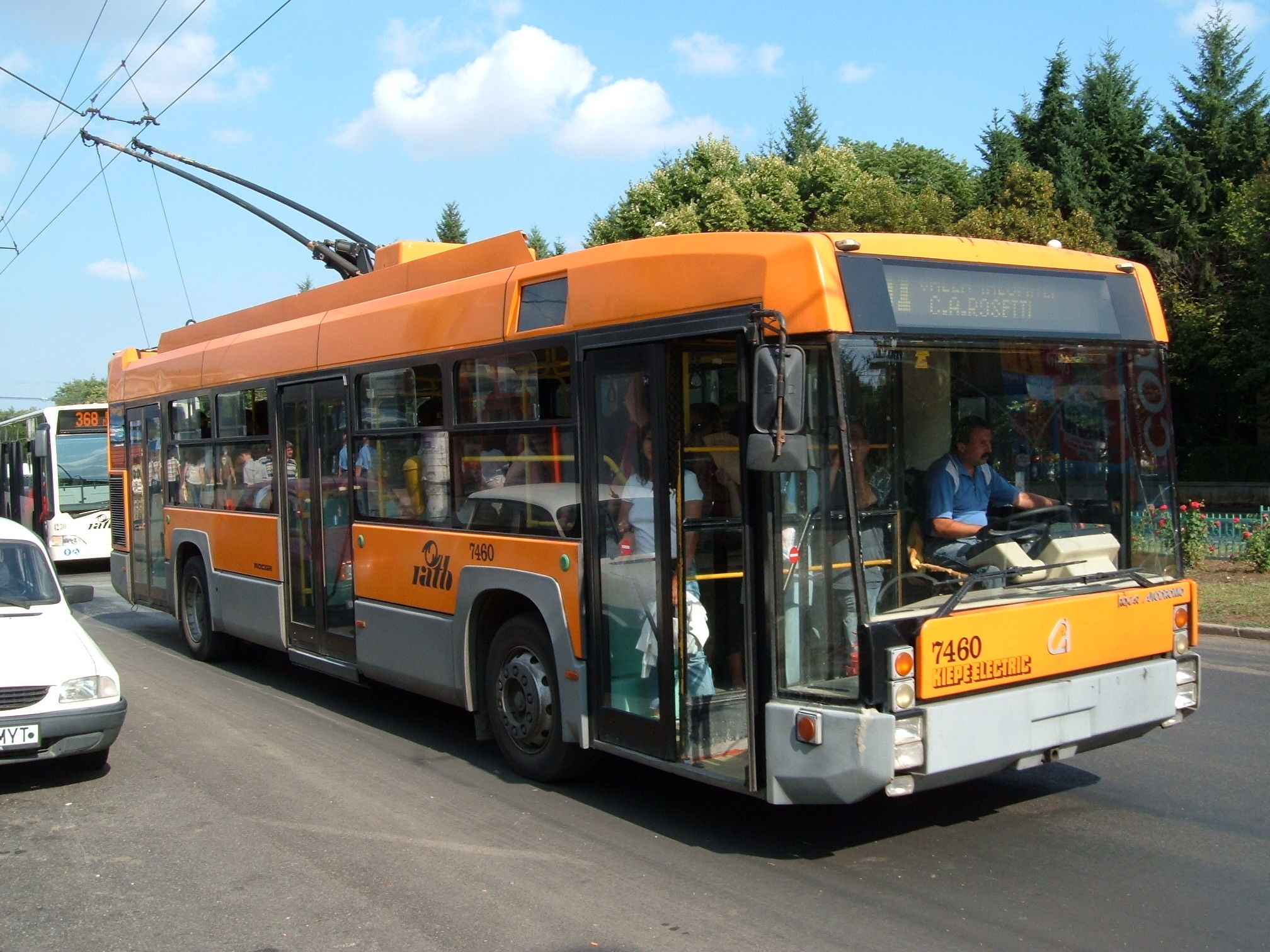
Troleibuz Rocar Autodromo 812E în București

Troleibuz cu podea joasă Rocar Autodromo 812E pe linia 91

Rocar Autodromo 812E este un model de troleibuz produs de Rocar București, în colaborare cu producătorul italian Busotto Autodromo. 812 EA este primul troleibuz RATB low-floor (LF) și singurul de acest tip de proveniență românească. A fost produs în 1998 la uzina ROCAR, fiind folosită o caroserie de la Autodromo Italia. Este dotat cu echipament de tracțiune în curent alternativ și motor de 155 KW, echipament de tracțiune KIEPE ELECTRIC. Viteza maximă 58 km/h. Fabricat într-un singur exemplar, probabil datorită costurilor mari, atractivitate redusă, preț mare, similar cu modelul diesel. Singurul exemplar fabricat se află în posesia RATB și este utilizat pe traseele depoului Bujoreni.

In prezent, acesta nu mai circula. Este retras din anul 2012. Acesta, alaturi de 98, erau unicate in cadrul STB. In plus, echipamentul sau este unul particular, iar repararea si exploatarea sa sunt foarte costisitoare.  